# Gene

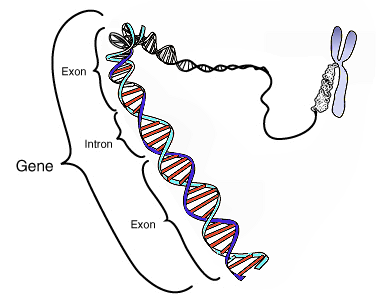
Il diagramma mostra in modo semplificato la relazione che intercorre tra gene, DNA e cromosoma. Gli introni sono regioni non codificanti spesso presenti nei geni eucarioti, eliminate attraverso lo splicing: solo gli esoni personalizzano proteine. Il diagramma illustra un gene composto di poche decine di basi azotate: in realtà, di solito, i geni si compongono di molte centinaia di basi.

Un gene (AFI: /ˈʤɛne/) in biologia molecolare e in genetica indica l'unità ereditaria fondamentale degli organismi viventi. Un gene è una sequenza nucleotidica di DNA che codifica la sequenza primaria di un prodotto genico finale, che può essere o un RNA strutturale o catalitico, oppure una proteina. 
Una definizione più concisa di gene, che tenga conto delle varie sfaccettature citate fino ad ora, è stata proposta da Mark Gerstein: "un gene è l'unione di sequenze genomiche che codificano per un set coerente di prodotti funzionali potenzialmente sovrapponibili".

## Storia
L'esistenza dei geni fu ipotizzata per la prima volta da Gregor Mendel che studiò l'ereditarietà nelle piante di pisello nella seconda metà del 1800 e teorizzò la presenza di fattori in grado di determinare alcuni caratteri discreti dei piselli, come il colore (giallo o verde) o l'aspetto (liscio o rugoso). Mendel non utilizzò mai il termine gene ma parlò di caratteri ereditari (o di elementi). Mendel fu anche il primo ad ipotizzare l'assortimento indipendente, la distinzione tra tratti dominanti e recessivi, quella tra omozigosi ed eterozigosi e quella che alcuni decenni più tardi sarebbe stata definita tra genotipo e fenotipo.
L'idea di Mendel fu parzialmente ripresa dal lavoro di Hugo de Vries che, seppure non conoscendo l'opera dell'abate moravo (la fondamentale Ricerche sugli ibridi vegetali pubblicata nel 1866 ma ampiamente ignorata dalla comunità scientifica), nel 1889 creò il termine pangen per identificare la particella più piccola rappresentante un carattere ereditario. Lo stesso termine pangen, in realtà, fu una derivazione del termine pangenesi ideato da Darwin nel 1868 come fusione di termini greci pan (tutto) e genesis (nascita). Dieci anni dopo De Vries, il botanico danese Wilhelm Ludvig Johannsen avrebbe abbreviato il termine a gene (in danese gen). Lo stesso Johannsen introdusse anche il concetto di “genotipo” e “fenotipo”, caratterizzando quest'ultimo come risultato osservabile delle modificazioni che l'informazione genetica subisce attraverso l'interazione con l'ambiente.
All'inizio del XX secolo il lavoro di Mendel fu dunque riscoperto dagli scienziati europei: oltre al già citato De Vries, anche Carl Correns ed Erich von Tschermak avevano ottenuto risultati molto simili durante le loro ricerche. Nel 1910, Thomas Hunt Morgan dimostrò che i geni risiedono su specifici cromosomi. Successivamente evidenziò come un gene occupi una regione discreta del cromosoma. In seguito, Morgan ed i suoi studenti iniziarono a tracciare la prima mappa cromosomica del moscerino Drosophila. A Morgan ed al suo team (Bridges, Sturtevant, Muller) si deve la formulazione del concetto che i geni si localizzino sui cromosomi come fossero perle lungo un filo (associazione genica).
Nel 1928 Frederick Griffith, nel suo celebre esperimento effettuato su ceppi di Streptococcus pneumoniae, virulenti e non, identificò un "principio trasformante" in grado di conferire virulenza a ceppi innocui. Tale agente verrà successivamente identificato nel DNA.
Nel 1941 George Wells Beadle ed Edward Lawrie Tatum dimostrarono come le mutazioni geniche fossero in grado di causare errori all'interno di determinati passaggi di alcuni pathway metabolici. Ciò confermò che specifici geni codificano per specifiche proteine, portando all'ipotesi classica di un gene, un enzima.
Solo nel 1944 Oswald Avery, Colin Macleod e Maclyn McCarty dimostrarono che l'informazione genetica risiede nel DNA, la cui struttura molecolare fu poi messa in luce nel 1953 da James Dewey Watson e Francis Crick. Negli anni 1950 si arrivò dunque alla formulazione del dogma centrale della biologia molecolare, quello secondo cui le proteine sono tradotte a partire da un RNA trascritto dal DNA genico. Fino alla scoperta delle retrotrascrittasi (che permettono la produzione di DNA a partire da RNA), questa ipotesi è stata ritenuta priva di eccezioni.
Nel 1972 Walter Fiers determinò per la prima volta la sequenza di un gene, quello per la proteina di rivestimento del batteriofago MS2. Richard Roberts e Phillip Sharp scoprirono nel 1977, effettuando esperimenti sull'adenovirus, che i geni possono essere suddivisi in unità distinte, portando a pensare che un singolo gene potesse teoricamente dar vita a diversi prodotti.
Con il progetto genoma umano, cominciato nel 1990, terminato nel 2003 e sponsorizzato dai National Institutes of Health (nonché a livello privato da Celera Genomics), si mappa finalmente la sequenza nucleotidica del DNA umano e dei suoi geni, che sono circa ventimila.

## Aspetti generali
I geni corrispondono a porzioni di genoma localizzate in precise posizioni all'interno della sequenza di DNA (o più raramente di RNA in certi virus) e contengono le informazioni necessarie per codificare in ultima istanza molecole che hanno una funzione, come RNA o proteine. Durante la fase riproduttiva della cellula i geni sono presenti nei cromosomi, che nelle cellule umane sono presenti in 23 coppie di cromosomi omologhi, con la sola eccezione dei gameti, che presentano una singola copia di ciascun cromosoma.
Il gene presenta una diversa composizione a seconda che si considerino organismi procarioti o eucarioti: nei primi è costituito quasi esclusivamente da sequenze codificanti, nei secondi contiene anche sequenze non codificanti. Nel gene eucariotico la sequenza codificante si definisce esone e quella non codificante introne. Negli organismi diploidi e in certi casi speciali nei batteri, ogni gene può presentare forme alternative che differiscono leggermente nella sequenza nucleotidica e prendono il nome di alleli.
Nella cellula eucariote, un gene consiste concretamente in una sequenza di DNA. Tale sequenza è caratterizzata dalla presenza di:
- un promotore, che controlla l'espressione genica;
- sequenze non codificanti definite introni, che possono in certi casi avere funzione regolatoria.
- regioni codificanti, definite esoni.

Sia gli esoni che gli introni sono trascritti da DNA ad RNA durante un processo chiamato trascrizione in cui si sintetizza un filamento di pre-mRNA, così definito poiché immaturo. Esso viene infatti successivamente processato originando l'RNA messaggero (o mRNA), il quale dirige la sintesi delle proteine:
- ad esso sono infatti sottratti gli introni mediante un processo definito maturazione (in inglese splicing), (in molti casi si ha uno splicing alternativo, che permette alla cellula di sintetizzare più proteine a partire da un unico gene);
- ad esso è aggiunto un cappuccio guanosinico, che ne impedisce la degradazione (in inglese capping);
- ad esso è aggiunta una coda poliadenilica, anch'essa coinvolta nella protezione del trascritto (poliadenilazione).

Rispetto ai geni eucariotici, quelli di un organismo procariote si differenziano soprattutto per la rarità degli introni. La maggior parte dei geni procarioti, infatti, è priva di introni e consta di un'unica sequenza ininterrotta di DNA codificante, definita cistrone. I geni procariotici sono spesso raggruppati in operoni, regioni in cui diversi geni vicini tra loro sono sotto il controllo di un unico promotore. Da ogni operone viene trascritto un unico RNA, contenente regioni codificanti differenti, ognuna delle quali preceduta da una sequenza di Shine-Dalgarno (per l'attacco del ribosoma).
I geni dirigono lo sviluppo fisico e comportamentale di un essere vivente, in quanto la maggior parte di essi codifica per proteine, le macromolecole maggiormente coinvolte nei processi biochimici e metabolici della cellula. La sintesi proteica è possibile grazie all'esistenza del codice genetico, un linguaggio a tre lettere che associa i codoni (triplette di nucleotidi sull'RNA) agli amminoacidi (i costituenti le proteine).
Molti geni non codificano per proteine, ma producono RNA non codificante, che può in ogni caso giocare un ruolo fondamentale nella biosintesi delle proteine e nell'espressione genica.
Il fenotipo di un organismo è determinato dall'espressione dei suoi geni e dall'interazione dei prodotti genici con l'ambiente. Tutte le cellule dello stesso organismo sono dotate dello stesso genotipo (con alcune importanti eccezioni come nelle cellule del sistema immunitario), ossia dello stesso corredo di geni, ma la loro espressione varia nei diversi tessuti e a seconda dello stadio di sviluppo dell'organismo stesso, nonché dell'ambiente.
Ogni singolo cambiamento nella sequenza del DNA costituisce una mutazione e può causare una conseguente alterazione nella sequenza di amminoacidi di una proteina o nella regolazione della sua espressione (che, in conseguenza, potrebbe anche avere conseguenze patologiche). È stato calcolato che le alterazioni dei nostri geni sono responsabili di circa 5000 malattie ereditarie (per esempio vari tipi di anemia). Altre mutazioni, anziché evidenziarsi in maniera diretta come malattia, possono causare una predisposizione ad esse.
La densità genica di un genoma è la misura del numero di geni per milione di paia di basi (o megabase, Mb). In seguito al completamento del Progetto Genoma Umano, i cui risultati furono pubblicati nel 2003, sono stati annoverati circa 20 000–25 000 geni, che occupano circa 48 megabasi su 3 200 in totale, ossia circa l'1,5% del genoma. I genomi procariotici hanno densità geniche più alte di quelli eucariotici. La densità genica del genoma umano è di circa 12–15 geni per paia di megabasi.

### Geni strutturali
Si definiscono geni strutturali quei geni che codificano per una proteina la cui funzione principale sia la costituzione di una struttura fisica all'interno di una cellula. Essi determinano l'ordinata successione di amminoacidi nella catena polipeptitica sulla base delle proprie sequenze di basi. L'attività di uno o più geni strutturali può essere modificata sotto l'influenza di geni regolatori o fattori esterni.
Alcuni geni esprimono l'informazione anche per strutture non proteiche, come alcuni RNA (rRNA, tRNA, snRNA, snoRNA), molecole deputate a svolgere funzioni precise e importantissime all'interno della cellula (ad esempio rRNA e tRNA sono componenti necessarie nella sintesi proteica).

### Geni regolatori
I geni regolatori contengono l'informazione relativa a molecole che regolano l'espressione di altri geni (geni strutturali); un esempio di gene regolatore è il gene omeotico.

## Ereditarietà mendeliana e genetica classica

Incrocio tra due piante di pisello eterozigoti per il colore del petalo: violetto (B, dominante) e bianco (b, recessivo)

Il concetto moderno di gene ha avuto origine dal lavoro di Gregor Mendel, monaco agostiniano del XIX secolo, che studiò sistematicamente i meccanismi di eredità nelle piante di pisello. Il lavoro di Mendel fu il primo a mettere in evidenza il fatto che i tratti ereditati da una generazione alla successiva vengono trasmessi in unità discrete, che interagiscono con modalità ben definite. Come già detto, fu poi Johannsen a coniare nel 1909 il termine gene per indicare proprio tali unità discrete, mentre il termine genetica era già stato utilizzato la prima volta da William Bateson alcuni anni prima (1905).

L'assortimento degli alleli di due geni che conferiscono colore (R) e forma (Y) al baccello è del tutto indipendente

Prima di Mendel, non essendo ancora conosciute le basi dell'ereditarietà dei caratteri, la teoria più diffusa in merito era quella della dominanza incompleta, che presuppone che il carattere della progenie sia una via di mezzo tra quelli dei genitori. Tale modello è in effetti valido in diversi casi, ma rappresenta con correttezza solo una piccola parte dei casi complessivi. Secondo la teoria dell'eredità mendeliana, invece, le modifiche nel fenotipo (le caratteristiche fisiche ed osservabili di un organismo) sono dovute a modifiche nel genotipo (il gene o i geni specifici per le determinate caratteristiche). Le differenti forme di un gene, che possono originare diversi fenotipi, sono chiamate alleli. Gli organismi, come le piante di pisello su cui lavorò Mendel, hanno due alleli per ogni tratto, ognuno ereditato da un genitore. Gli alleli possono essere dominanti o recessivi; quelli recessivi originano il loro fenotipo corrispondente solo se accoppiati con un'altra copia dello stesso allele recessivo, mentre quelli dominanti originano il fenotipo corrispondente in ogni caso. Ad esempio, se l'allele corrispondente al colore violetto dei petali della pianta di pisello (B) è dominante sull'allele relativo al colore bianco (b), basterà un solo allele B da un genitore perché i petali dell'organismo figlio siano violetto; il colore sarà bianco nel caso in cui siano presenti due alleli bb.
Il lavoro di Mendel mise in luce anche il fatto che gli alleli assortiscano in maniera del tutto indipendente gli uni dagli altri durante la produzione dei gameti o delle cellule germinali, garantendo in questo modo la variabilità nelle generazioni successive.
Le idee di Mendel sono alla base della genetica classica (o genetica formale), un potente modello per rappresentare in maniera agevole l'ereditarietà dei caratteri. Le scoperte del XX secolo hanno invece dato vita alla genetica molecolare, che studia il ruolo dei geni a livello del DNA.